# Plymouth Business
Plymouth Business – samochód osobowy wyprodukowany pod amerykańską marką Plymouth w latach 1935–1938.

## Galeria

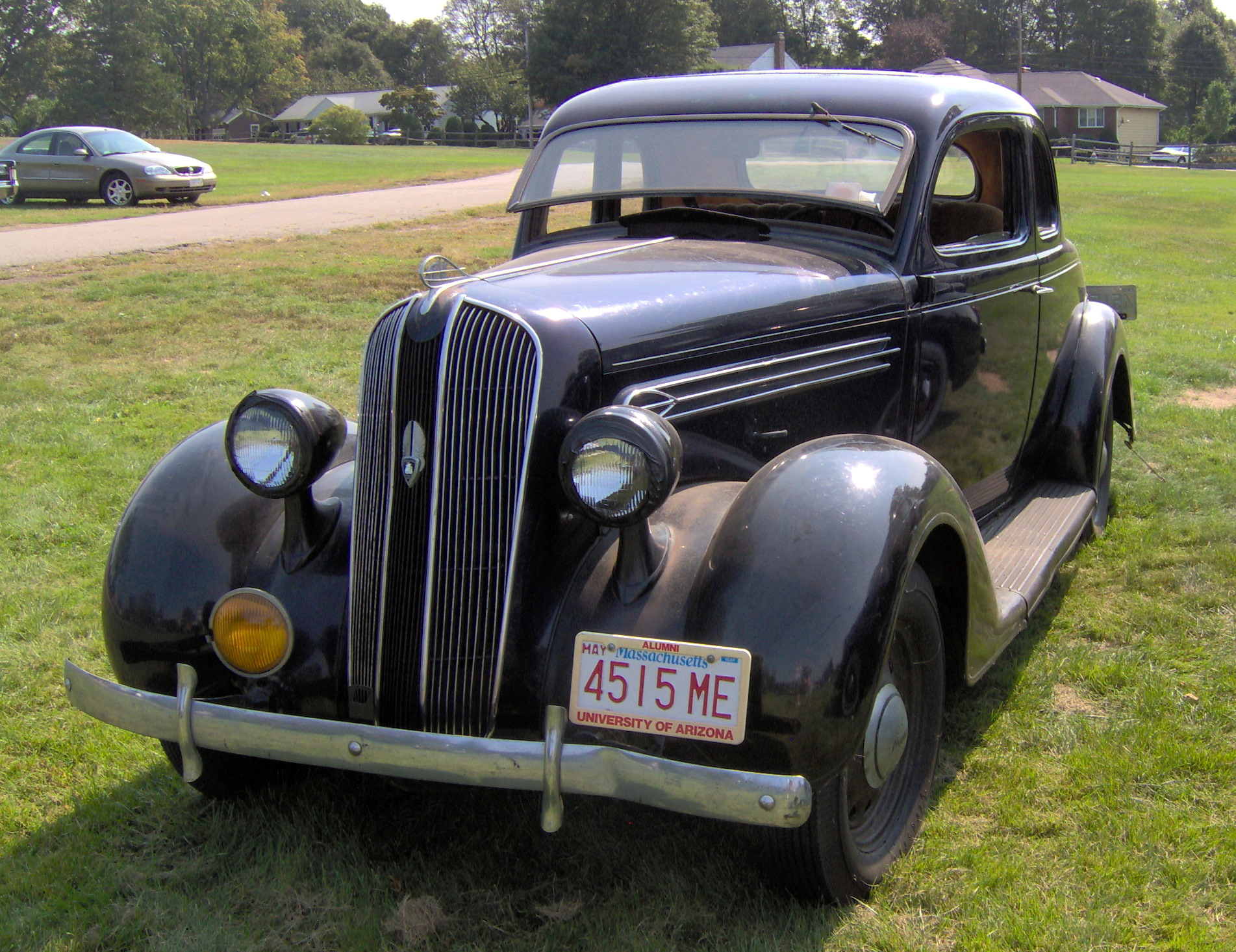
Plymouth Business P1
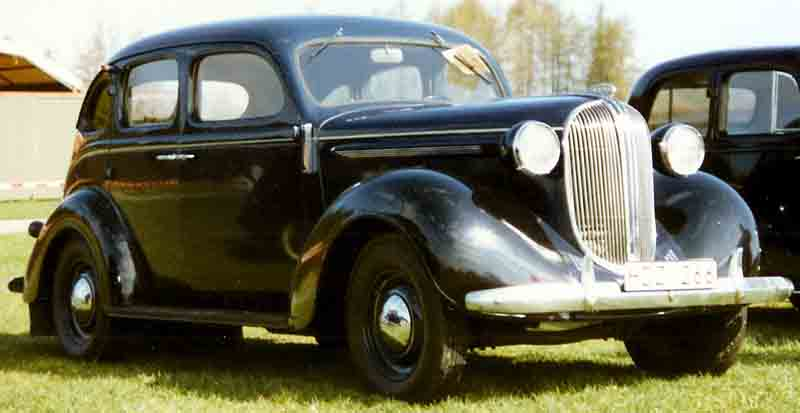
Plymouth Business P5